# Gabriel Deliège
Gabriel Deliège est un homme politique français né le 22 novembre 1742 à Sainte-Menehould (Marne) et décédé le 10 janvier 1807 au même lieu.
Officier municipal à Sainte-Menehould, il est député de la Marne de 1791 à 1792, siégeant dans la majorité. Il est ensuite juge au tribunal révolutionnaire de Paris, devenant président de la deuxième section de ce tribunal, après le 9 thermidor an II (27 juillet 1794).